# Emilio Croci-Torti
Emilio Croci Torti, né le 6 avril 1922 à  Stabio et mort le 2 juillet 2013 dans la même ville, est un coureur cycliste suisse. Professionnel de 1946 à 1956, il a participé à trois reprises au Tour de France. Il est notamment l'un des équipiers de Ferdi Kübler lors de sa victoire en 1950.

## Palmarès
- 1946
  - 2e de Zurich-Lausanne
  - 3e du Tour des 3 lacs
  - 8e de Milan-San Remo
- 1947
  - Tour du lac Léman
- 1948
  - 3e du championnat de Suisse
- 1949
  - 2e du championnat de Suisse
  - 3e du Tour des Quatre Cantons
  - 3e du Trophée Baracchi
- 1950
  - 3e du Tour du Nord-Ouest
  - 9e de Milan-San Remo
- 1952
  - 8e étape du Tour de Suisse
  - 3e de la Stausee Rundfahrt
- 1954
  - 2e étape b du Tour du Luxembourg

## Résultats sur les grands tours

### Tour de France
4 participations
- 1950 : 43e
- 1953 : hors délais 1re
- 1954 : 56e
- 1955 : abandon (11e étape)

### Tour d'Italie
7 participations
- 1947 : abandon
- 1949 : 41e
- 1951 : 68e
- 1952 : 84e
- 1953 : abandon
- 1954 : 63e
- 1955 : 69e

### Tour d'Espagne
1 participation
- 1956 : abandon (15e étape)